# Duc van Tol
Duc van Tol is de naam van een oud tulpenras, behorend tot de enkele vroege tulpen.
Reeds in 1595 was sprake van een dergelijk tulpenras. Het werd gekweekt uit wilde soorten, met name uit Tulipa schrenckii, welke veel natuurlijke variatie kent. 
Het betreft een lage, vroegbloeiende tulp, die meestal niet hoger wordt dan 25 cm. De bloemdekbladen zijn spits toelopend en het hart van de tulp is goed zichtbaar.
Van de Duc van Tol tulpen zijn tegenwoordig nog vijftien verschillende soorten verkrijgbaar.

## Oorsprong van de naam
De heer A. van Damme oppert in het Weekblad voor Bloembollencultuur van 6 mei 1899 dat de tulp vernoemd zou zijn naar het echtpaar Adriaen Duyck en Alijd van Tol. Als belangrijkste redenen geeft hij dat deze tulp in de volksmond beter bekend stond als Duyckje en dat een kleinzoon van dit echtpaar Heer van Oudkarspel was (een plek waar toentertijd meerdere tulpen werden gekweekt). 
Er is echter geen enkel verband te vinden tussen deze familie Duyck en de vroege tulpenkwekerij. Bovendien was het echtpaar al ver voordat de eerste tulp in Nederland gekweekt werd niet meer in leven.